# Hürbe
Die Hürbe ist ein sieben Kilometer langer rechter Zufluss der Brenz auf der Schwäbischen Alb im Landkreis Heidenheim.

## Name
Der Name Hürbe leitet sich wohl vom althochdeutschen Wort horo beziehungsweise vom mittelhochdeutschen Wort hurwin ab, was so viel wie Sumpf oder Morast bedeutet. Dieses Feuchtgebiet schuf die Urbrenz, welche einst in einer weit nach Westen ausholenden Schlinge um den Kagberg durch das Hürbetal floss, in welcher etwas aufwärts von Hürben auch der im 19. Jahrhundert endgültig trockengelegte Hürbener See lag.

## Geografie

### Hürbetopf

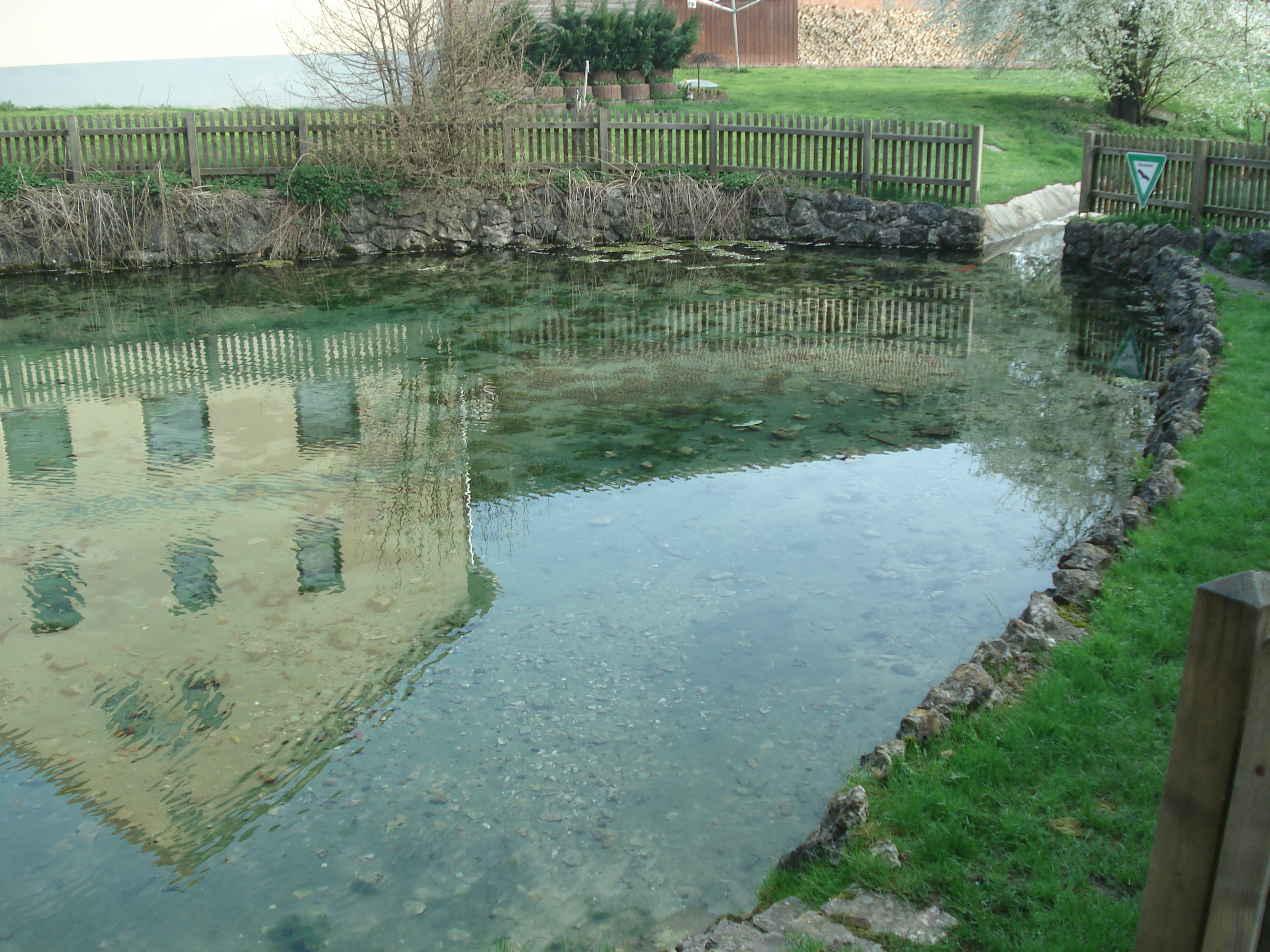
Der Hürbetopf

Der Hürbetopf, auch Roßwedde genannt, liegt zwischen den Häusern Nr. 16 und 18 an der Ostseite der Giengener Straße in Hürben. Er ist die Aufstauung einer Karstquelle, die im Durchschnitt 60 Liter pro Sekunde schüttet. Die Quelle selbst liegt vor dem Fuß des Hohen Felsens mit dem Friedhof des Dorfes obenauf, wo einst die Burg Hürben stand. Die Quelle wurde gefasst, ihr Abfluss erreicht heute nach rund 50 Metern verdolten Verlaufs  zuletzt unter der Giengener Straße hindurch den Quelltopf.

### Verlauf
Nur wenige Meter nach ihrer Quelle wird die Hürbe durch den sehr kurzen, linksseitig mündenden Häuselbach verstärkt, der etwa 40 Liter pro Sekunde beisteuert. Die Hürbe fließt dann in südöstlicher Richtung durch Hürben. Im weiteren Verlauf ist sie stark begradigt. Unterhalb der Ruine Kaltenburg setzen im Gewann Hinterer See enge Wiesenmäander ein und die Abflüsse kleiner Quellaustritte laufen dem oberhalb kaum über einen Meter breiten Bach zu. Dann mündet sogleich nach etwa 2 km Fließstrecke von rechts die mit gut 37 km deutlich längere, aber oft wasserärmere Lone; die Hürbe hat bis zu diesem einzigen größeren Zufluss erst ein 4,0 km² großes Einzugsgebiet, dem die Lone ihr eigenes weiter westlich und südwestlich in der verkarsteten Alb liegendes von 316,6 km² hinzufügt.
Die Hürbe fließt von nun an in ungefähr ostnordöstlicher Richtung und passiert den Südrand des Dorfes Burgberg, dem gegenüber das Schloss Burgberg über dem rechten Prallhang steht. Danach weitet sich die Talsohle nach links zur weiten Ebene des Unteren Rieds aus, eines ehemals sumpfigen Gebietes, aus dem einige Gräben zu ihr hin entwässern. Zwischen dem Hermaringer Hirschberg links und dem Bergsporn der Ruine Ravensburg rechts verengt es sich wieder, hier unterquert die Hürbe ganz zuletzt die Brenzbahn. Dann mündet sie wenige hundert Meter südwestlich des Ortsrandes von Hermaringen von rechts in die Brenz. Ihr Einzugsgebiet ist insgesamt 326,8 km² groß.

### Zuflüsse
- Häuselbach, von links in Hürben, ca. 0,13 km[LUBW 5]
- Lone, von rechts und zuletzt Südwesten auf 452 m ü. NHN[LUBW 2] zwischen Giengen an der Brenz-Hürben und -Burgberg, 37,8 km[LUBW 3] und 316,6 km²[LUBW 4]
    Zuflüsse siehe im Artikel
- →← (Entwässerungsgraben durchs Untere Ried), nach und von links auf etwa 447 m ü. NHN, 2,0 km[LUBW 3] und ca. 1,7 km².[LUBW 6] Durchfluss unbeständig, mit einigen zulaufenden Seitengräben

## Geologie und Flussgeschichte
Die Randhöhen des Hürbetales erreichen rechtsseits fast durchgehend, linksseits bis an den Rand von Burgberg die Obere Massenkalk-Formation des Weißjuras. Im Bereich des Hürbetopfes steht am rechten Hang dagegen Mergelstetten-Formation an, ebenso am schon flachen linken im Ortsbereich von Burgberg und vereinzelt auch an anderen tieferen Bereichen des rechten Hangs. Von der Quelle am Hohen Felsen bis zum Zufluss der Lone liegen am rechten Hang einige Grotten und Höhlen, darunter die kurze Fuchsenhöhle in Hürben und die Charlottenhöhle wenig vor dem Lone-Zufluss, die längste Besucherhöhle Süddeutschlands.
Die mesozoischen Schichten sind im westlichen Einzugsgebiet flächenhaft mit Lösssediment aus quartärer Ablagerung überdeckt. Der flache Talgrund wird von einem Niedermoor eingenommen, das sich im Bereich des Unteren Rieds linksseits weit ausdehnt.
Das Tal der Hürbe ist der mittlere und untere Teil einer westlichen Schlinge des Urbrenz-Tales zur Zeit des Altpleistozäns, die am Nordrand von Hermaringen am heutigen Talverlauf der Brenz ansetzte, westwärts über die Talweitung im Gewann Vorderer See nach Hürben lief und sich dann im Hürbetal um die linksseitigen Höhen von Kagberg (gegenüber Hürben) und Stettberg (bei Burgberg) herum fortsetzte bis zurück ins Brenztal. Die dicht am Hürbetopf durch Hürben laufende Wasserscheide zum den oberen Abschnitt der Altschlinge ostwärts entwässernden kürzeren Brenz-Zufluss Seewiesengraben ist noch heute kaum merklich.

## Geschichte
Südlich von Hürben mündet die aufgrund der Höhlen und prähistorischen Funde im Lonetal bekannte Lone. Die Stelle der Hürbemündung wurde früher St. Josen-Furt genannt und war im Mittelalter nordwestlicher Grenzpunkt des Herzogtums Bayern.

## Sehenswürdigkeiten
Im Hürbetal:
- Charlottenhöhle an der rechten Talseite wenig vor dem Lone-Zufluss
- Burg Kaltenburg auf dem Mündungssporn der Lone
- Burgstall der ehemaligen Burg Hürben über der Hürbequelle im Dorf
- In Burgberg liegt ein Wasserspielplatz an der Hürbe

Benachbart:
- Burg Güssenburg am Abgang der Urbrenzschleife von heutigen Brenztal
- Lonetal mit mehreren Höhlen
- Eselsburger Tal, enge Talschlinge der Brenz mit Felsformation Steinerne Jungfrauen

### LUBW
Amtliche Online-Gewässerkarte mit passendem Ausschnitt und den hier benutzten Layern: Lauf und Einzugsgebiet (ohne Lone) der Hürbe

Allgemeiner Einstieg ohne Voreinstellungen und Layer: Daten- und Kartendienst der Landesanstalt für Umwelt Baden-Württemberg (LUBW) (Hinweise)
1. ↑  Höhe nach dem Höhenlinienbild auf dem Hintergrundlayer Topographische Karte.
2. 1 2  Höhe nach grauer Beschriftung auf dem Hintergrundlayer Topographische Karte.
3. 1 2 3  Länge nach dem Layer Gewässernetz (AWGN).
4. 1 2 3  Einzugsgebiet aufsummiert aus den Teileinzugsgebieten nach dem Layer Basiseinzugsgebiet (AWGN).
5. ↑  Länge abgemessen auf dem Hintergrundlayer Topographische Karte.
6. ↑  Einzugsgebiet abgemessen auf dem Hintergrundlayer Topographische Karte.

### Andere Belege
1. ↑  Ralph Jätzold: Geographische Landesaufnahme: Die naturräumlichen Einheiten auf Blatt 172 Nördlingen. Bundesanstalt für Landeskunde, Bad Godesberg 1962. → Online-Karte (PDF; 3,9 MB)
2. ↑  Albrecht Greule: Deutsches Gewässernamenbuch. Walter de Gruyter, Berlin / Boston 2014, ISBN 978-3-11-057891-1, S. 232, „Hürbe“ (Auszug in der Google-Buchsuche).
3. ↑  Früherer Quelllage nach dem Geotopsteckbrief Hürbe-Ursprung, Hürben (PDF; 321 kB) auf der Site des Landesamtes für Geologie, Rohstoffe und Bergbau (LGRB).
4. ↑  Fuchsenhöhle nach dem Geotopsteckbrief Fuchsenhöhle, Hürben (PDF; 321 kB) auf der Site des LGRB.
5. ↑  Geologie nach den Layern zu Geologische Karte 1:50.000 auf: Mapserver des Landesamtes für Geologie, Rohstoffe und Bergbau (LGRB) (Hinweise)
6. ↑  Urbrenzschlinge nach dem Geotopsteckbrief Kagstein SE von Hürben (PDF; 312 kB) auf der Site des LGRB.